# افسر اول (هوانوردی)

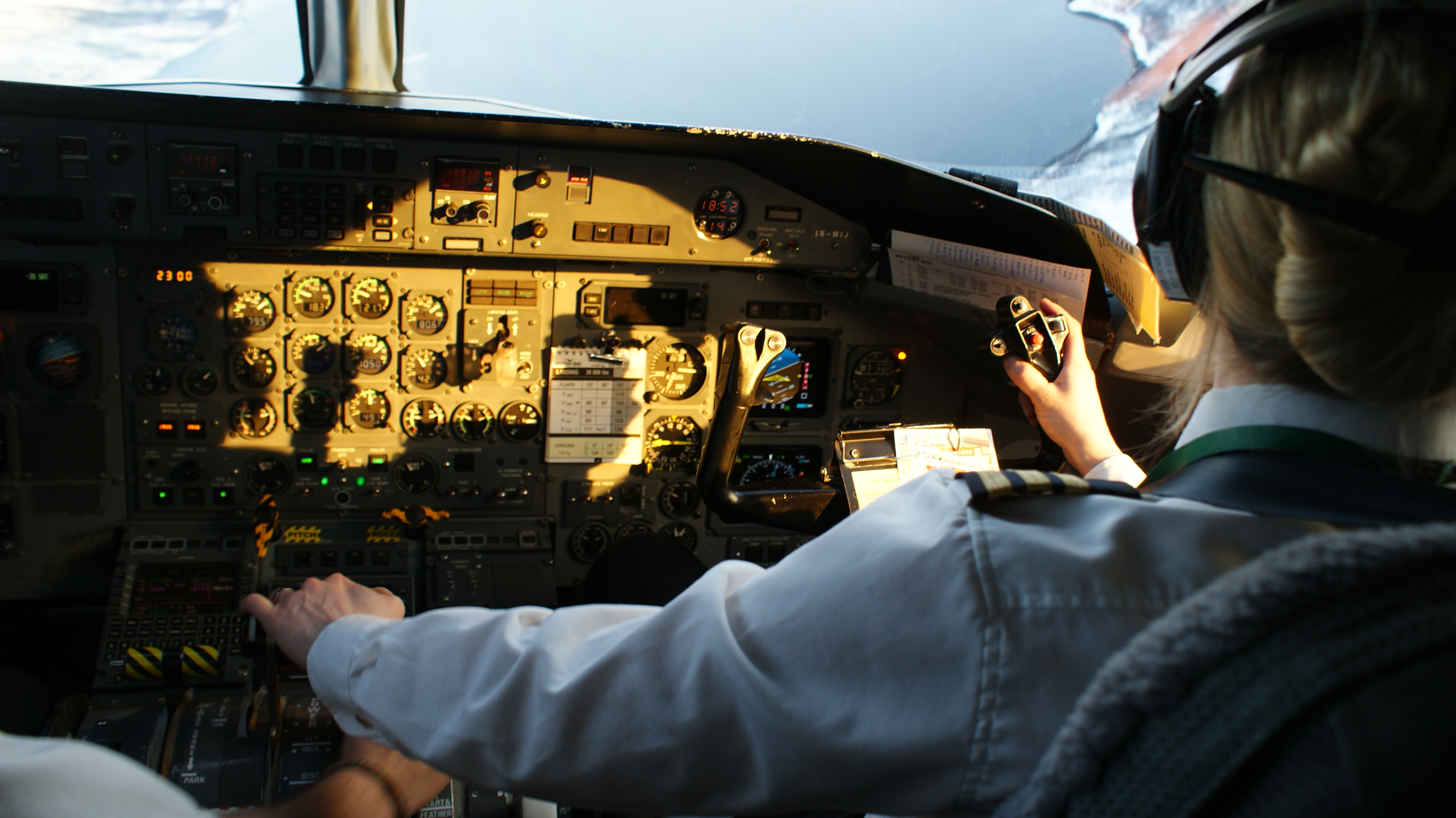
افسر اول در حال کنترل هواپیمای مسافربری دی هاویلند کانادا دش ۸

در هوانوردی، افسر اول (FO)، در یک پرواز، خلبان دوم یا کمک‌خلبان در یک هواپیما است. افسر اول، فرماندهٔ دوم هواپیما پس از کاپیتان یا خلبان اول است که فرمانده قانونی هواپیما است. در صورت ناتوانی کاپیتان، افسر اول فرماندهی هواپیما را بر عهده می‌گیرد.
کنترل هواپیما معمولاً بین افسر اول و کاپیتان به‌طور مساوی تقسیم می‌شود، به‌طوری که یک خلبان معمولاً به‌عنوان «خلبان در حال پرواز» و دیگری به‌عنوان خلبان غیرپروازی یا خلبان ناظر، تعیین می‌شود. با این‌حال، حتی زمانی که افسر اول، در حال خلبانی پرواز است، کاپیتان در نهایت مسئول هواپیما، مسافران و خدمه آن است. در عملیات عادی و پروازهای معمولی روزانه، وظایف ضروری شغلی خلبان‌ها، تقریباً برابر باقی می‌مانند.
بسیاری از شرکت‌های هواپیمایی ارشدیت خلبانان را تنها با محاسبهٔ سابقهٔ پروازی آن‌ها در همان شرکت، تعیین می‌کنند. در نتیجه، یک افسر اول در یک شرکت هواپیمایی، ممکن است به‌دلیل فعالیت در سایر خطوط هوایی یا ارتش، مسن تر و/یا تجربه پرواز بیشتری نسبت به کاپیتان داشته باشد. به‌طور سنتی، افسر اول در سمت راست کابین خلبان در هواگردهای ثابت‌بال و سمت چپ کابین هلیکوپتر می‌نشیند (دلیل این تفاوت، در بسیاری از موارد، به خلبان مشغول پرواز مربوط می‌شود. که نمی‌تواند دست راست را از کنترل‌ها برای کار با ابزارها رها کنند، بنابراین در سمت راست می‌نشیند و این کار را با دست چپ انجام می‌دهد). سایر شرکت‌های هواپیمایی، ممکن است ارشدیت را به روش دیگری و با توجه به سوابق کلی خلبان‌ها، تعیین کنند.
در برخی پروازها، افسر اول ممکن است جابه‌جا شده و در صندلی سمت چپ بنشیند تا کاپیتان بتواند استراحت کند.